# Bannock Falls
Die Bannock Falls sind Wasserfälle im Grand-Teton-Nationalpark im Westen des US-Bundesstaates Wyoming. Die Bannock Falls haben eine Höhe von 61 m und fallen im Garnet Canyon unterhalb des Disappointment Peak in der Teton Range hinab. Der Bachlauf entwässert sich über den Bradley Lake in den Cottonwood Creek und später in den Snake River. Der namenlose Bach entsteht aus dem Schmelzwasser des Middle Teton Glacier, weshalb die Wasserfälle nur zeitweise vorhanden sind. Sie können vom Garnet Canyon Trail gesehen werden, der südlich des Jenny Lake im Jackson Hole startet. Im Garnet Canyon befinden sich flussaufwärts zwei weitere Wasserfälle, die Cleft Falls und die Spalding Falls.

## Belege
1. ↑  Geonames: Bannock Falls. Abgerufen am 27. März 2021.
2. ↑  Bannock Falls, Wyoming, United States - World Waterfall Database. Abgerufen am 27. März 2021 (englisch).
3. ↑  Naturalatlas: Bannock Falls. Abgerufen am 27. März 2021 (englisch).